# Агальцова, Валентина Александровна
Валентина Александровна Агальцова (23 июля 1935, с. Петрово Истринского района Московской области — 2004) — выдающийся российский учёный-парковед, ландшафтный архитектор, реставратор, крупнейший специалист по возрождению старинных парков русских дворянских усадеб (более 130 объектов), внесла значительный вклад в историю русского садово-паркового искусства.
Член-корреспондент РАЕН (1998). Заслуженный работник культуры Российской Федерации (1995). Лауреат Государственной премии Российской Федерации (2001).
Учитель — Софья Николаевна Палентреер (1900—1981).

## Биография
Валентина Александровна Агальцова родилась в селе Петрово Истринского района Московской области 23 июля 1935 года в семье учителей. Отец преподавал математику, мать была учительницей младших классов, позже преподавала русский язык и литературу. Дед служил священником в церкви в с. Покровском. В годы Великой Отечественной войны маленькая Валя так ослабела от голода, что тело покрылось язвами, и она не могла самостоятельно передвигаться. Несмотря на тяжелейшее состояние, она выжила.
Живя в подмосковном Болшево (ныне — в черте города Королёва), в 1952 году окончила школу. Первоначально хотела поступать на географический факультет в МГУ, но из-за больного сердца и дальности предстоящих поездок отказалась от этой идеи.
Ближайший институт был Лесотехнический, в соседних Мытищах. Институт во время поездки на день открытых дверей ей понравился, и Агальцова поступила на факультет озеленения городов и населённых пунктов, открытый в 1947 году в поддержку «Великого Сталинского плана преобразования природы».
Умерла в 2004 году. Похоронена на Невзоровском кладбище.

### Творческий путь
- 1957 — окончила Московский лесотехнический институт как инженер-озеленитель с красным дипломом.
- 1957 — в августе направлена в «Сталиногорскуголь», в сентябре устроилась в «Леспроект» на должность техника-геодезиста во 2-ю лесоустроительную экспедицию (по записке Е. И. Власова).
- 1958 — переведена в партию Г. В. Пэрн на работу в Измайловском парке.
- 1959 — работала в Кузьминском парке с наставником Л. В. Коган в должности инженера.
- 1964 — работала в Битцевском лесопарке с Е. М. Давидович по участковому методу лесоустройства.
- 1965 — приглашена в Северо-Западное лесоустроительное предприятие на должность старшего инженера-таксатора во Владивостокский леспаркхоз, разработала проект большого городского парка.
- 1967 — вернулась в Москву, в Центральное лесоустроительное предприятие.
- 1967 — начало работ по реставрации мемориального парка в музее-заповеднике «Спасское-Лутовиново» И. С. Тургенева.
- 1970 — проект реставрации парка музея-заповедника М. Ю. Лермонтова «Тарханы».
- 1971 — обследование, опорный план и эскизный проект реставрации парка в усадьбе Борок (Поленово) В. Д. Поленова.
- 1972 — проект реставрации парка музея-усадьбы Н. А. Некрасова «Карабиха».
- 1973 — проект реставрации парка усадьбы «Остафьево».
- 1975 — обследование, опорный план и эскизный проект реставрации парка в усадьбе Гребнево.
- 1975 — проект организации паркового хозяйства и реставрации парка заповедника-леспаркхоза «Горки Ленинские».
- 1976 — вступила в должность начальника партии, в которой работало 19 специалистов разного профиля.
- 1977—1980 — проект реставрации регулярного парка, приречной и пейзажной части музея-усадьбы «Архангельское».
- 1979 — обследование, опорный план и эскизный проект реставрации парка в усадьбе Останкино.
- 1970-е — обследование усадьбы Опалиха.
- 1970-е-2001 — реставрация усадебного парка музея-усадьбы Тарханы М. Ю. Лермонтова.
- Рубеж 1970—1980-х — территория музея-усадьбы Белинского в Чембаре.
- К 1984 — партией разработано свыше 30 проектов, в том числе: Абрамцево, Мураново, Б. Болдино, Ясная Поляна и др.
- Начало 1980-х — обследование, опорный план и эскизный проект реставрации территорий Кирилло-Белозерского и Ферапонтова монастырей.
- 1980 — издана книга «Сохранение мемориальных лесопарков».
- 1982 — парк усадьбы Ясенево.
- 1983 — обследование, опорный план парка в усадьбе Моква Курской области.
- 1983 — обследование, опорный план и эскизный проект реставрации парка в усадьбе Воронцово Репниных.
- 1983—1985 — обследование, опорный план и эскизный проект реставрации парка в усадьбе Шаблыкино.
- 1984 — назначена главным инженером Парколесоустроительной экспедиции.
- 1984 — обследование, опорный план и рекомендации по парку в Коломенском.
- 1985 — проект реставрации парка в Шахматове.
- 1986 — обследование, опорный план и эскизный проект реставрации парка в усадьбе Семёновское-Отрада.
- 1986—1987 — обследование, опорный план и эскизный проект реставрации парка в музее-усадьбе Софьи Ковалевской Полибино Псковской области.
- 1987 — издана книга «Горки Ленинские: Сохранение и восстановление ландшафтов заповедника».
- 1988 — назначена начальником Парколесоустроительной экспедиции.
- 1989—1991 — обследование, опорный план и эскизный проект реставрации парка в усадьбах Знаменское-Раёк и Коноплино.
- 1989—1990 — обследование, опорный план и эскизный проект реставрации парка в усадьбе И. В. Гурко Сахарово (Тверская область).
- Конец 1980-х — обследование, опорный план и эскизный проект реставрации парка в усадьбе Хантаново Батюшкова в Вологодской области.
- 1990 — защитила диссертацию на степень кандидата сельскохозяйственных наук.
- 1993 — доцент кафедры лесоустройства в МГУЛеса (по совместительству); награждена бронзовой и серебряной медалями ВДНХ и значком «За сбережение и приумножение лесных богатств РФ».
- 1994 — начало работ в парках Тригорского, Михайловского и Петровского.
- 1995 — присвоено звание «Заслуженный работник культуры Российской Федерации». Вместе с экспедицией побывала в Водлозерском национальном парке.
- 1996 — открыла фирму «Русский сад», участвовала в работе международного конгресса ландшафтных архитекторов в Италии.
- 1998 — избрана членом-корреспондентом Российской Академии Естественных Наук (РАЕН).
- 1999 — окончание реставрации усадебных парков Тригорского и Михайловского при участии ООО «Русский сад» к 200-летию А. С. Пушкина
- 2000 — окончание реставрации усадебного парка в Петровском Псковской области.
- 2001 — удостоена почётного звания Лауреата Государственной Премии РФ за реставрацию парков Пушкиногорья.
- 2003 — отреставрирован усадебный парк в с. Овстуг (Брянская область) — музей Ф. И. Тютчева.
- 2004 — начата реставрация парка музея-усадьбы Борок (Поленово).
- 2008 — присвоена посмертно премия Правительства Российской Федерации в области культуры[2].

## Сочинения
Автор двух монографий, учебных пособий, 30 научных статей.
- Агальцова В. А. Сохранение мемориальных лесопарков. — М.: Лесная промышленность, 1980. — 236 с. — 10 000 экз. (в пер.)
- Агальцова В. А. Горки Ленинские: Сохранение и восстановление ландшафтов заповедника. — М.: Агропромиздат, 1987. — 176 с.
- Основы организации лесного хозяйства в мемориальных объектах: На примере Государственного исторического заповедника «Горки Ленинские»: автореферат диссертации … кандидата сельскохозяйственных наук / Всесоюз. НИИ лесного хозяйства и механизации. 1990.
- Основы лесопаркового хозяйства: Учеб.-метод. пособие к практ. работе : Для студентов специальностей 260400 и 260500 / В. А. Агальцова; М-во образования Рос. Федерации, Моск. государственный университет леса.
- Основы лесопаркового хозяйства : учеб. пособие для студентов оч., вечер. и заоч. обучения специальностей 260400 и 260500 / В. А. Агальцова; Федер. агентство по образованию, Гос. образоват. учреждение высш. проф. образования Моск. государственный университет леса.